# Біла (Ряшів)
Біла — колишнє село на Закерзонні, а тепер — південна частина міста Ряшів, розташованого в Польщі, Підкарпатське воєводство.

## Історія
Село відоме з 1368 р. з документу про заснування міста Тичин на магдебурзькому праві «поруч зі старим селом Біла». Відтоді село належало до тичинської волості Сяноцької землі Руського воєводства, хоча в XVI ст. передане до Перемишльської землі. З 1369 р. село у власності Оттона Пілецького та його нащадків. З 1598 р. в селі був фільварок.
У 1831 р. в селі було 498 греко-католиків, які належали до парафії Залісє Каньчуцького деканату Перемишльської єпархії.
Відповідно до «Географічного словника Королівства Польського» в 1880 р. Біла знаходилась у Ряшівському повіті Королівства Галичини і Володимирії, було 190 будинків і 1155 мешканців. За даними Шематизму того року в селі було 812 греко-католиків.
На 01.01.1939 році в селі проживало 1480 мешканців, з них 650 українців-грекокатоликів, 815 поляків і 15 євреїв. Село входило до ґміни Тичин Ряшівського повіту Львівського воєводства. Українці-грекокатолики належали до парафії Залісє Лежайського деканату Перемишльської єпархії. На той час унаслідок півтисячоліття латинізації та полонізації українці лівобережного Надсяння опинилися в меншості. 
1945 року з села до СРСР вивезли 150 українців (41 родина). Переселенці прибули до Львівської області. Решта українців не могла протистояти антиукраїнському терору й етноциду після Другої світової війни.
У 1977 р. до Ряшева приєднана північна частина села.
1 січня 2009 р. село повністю приєднане до міста Ряшів.